# As ruínas circulares

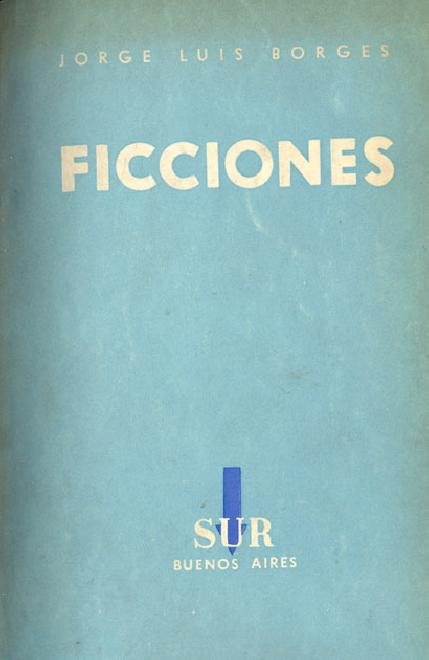
Capa do livro de contos do escritor argentino Jorge Luis Borges Ficciones, sob a revista Sur, em 1944.

«As ruínas circulares» (em castelhano:  Las ruinas circulares) é um conto do escritor argentino Jorge Luis Borges. Foi publicado em dezembro de 1940 na revista literária Sur (n. 75, pg. 100-106). Em 1941 foi incluído na coleção O jardim de caminhos que se bifurcam, que mais tarde fez parte de Ficções (1944).
O conto trata sobre um homem cinza, sem nome, que tenta criar a outro homem através do sonho. Entre os vários temas que sugere o conto, se destacam a regressão ao infinito, a lenda do Golem e o processo de criação literária.

## Resumo
Um homem chega às ruínas de um antigo templo circular. Tem um só objetivo: criar um ser humano através do sonho e impô-lo à realidade. A princípio o homem sonha que está no centro de um anfiteatro de estudantes aos quais lhes dita lições. Elege um aluno e, após dar-lhe lições particulares, se maravilha das habilidades do jovem. No entanto, um dia o homem acorda e por muitas noites não consegue dormir. Reconhece que sua primeira tentativa havia sido um fracasso e decide procurar outro método de trabalho. Após um descanso e de observar vários ritos de purificação e adoração aos deuses, o homem põe-se a dormir, e sonha com um coração. Noites, dias e anos passam e o homem cria a seu filho, durante o sono, pedaço por pedaço; prestando atenção à cada detalhe. Finalmente o jovem está completo, mas não fala e não se incorpora; só sonha. O homem roga ajuda ao deus do Fogo para que dê vida a seu filho e torne-o consciente. O jovem acorda, como um homem de carne e osso, e é enviado a outro templo. Só o sonhador e o deus do Fogo sabem que o filho é uma criação, um homem sonhado; e que não é um homem real. Ao passar do tempo, o sonhador escuta de outros homens que há um homem em outro templo que pode caminhar pelo fogo sem dano. O homem sabe que este é seu filho e se preocupa da possibilidade de que ele se inteire de que não é um ser humano, senão uma projeção de outrem. De repente, um grande incêndio eclode no templo do sonhador. O homem aceita que tem chegado seu momento de morrer, e caminha para o fogo. Passa pelas chamas sem queimar-se, e nesse momento compreende que ele também é uma projeção, um sonho de outro homem.

## Origens
O narrador de «Exame da obra de Herbert Quain» (outro conto da coleção O jardim de caminhos que se bifurcam) diz que «extraiu» «As ruínas circulares» do conto «The Rose of Yesterday», escrito por Herbert Quain. «The Rose of Yesterday» é o terceiro conto de uma colecção de oito telefonema Statements. A colecção Statements e o escritor, Herbert Quain, como diz Borges no prólogo do jardim de caminhos que se bifurcam, são imaginários. A crítica Ana María Barrenechea adverte que Borges constrói contos, muitas vezes em forma de ensaios, que são uma mistura de comentários de críticos conhecidos e de autores e livros inventados; são estas invenções as que servem como fonte de inspiração para Borges. No caso de «As ruínas circulares», Borges «faz por sua vez que um sonho seu, Herbert Quain, sonhe uma obra da que ele copia "As ruínas circulares," sonho seu e cadeia de sonhos».
Em sua análise sobre Borges e a tradução, Efraín Kristal diz que «As ruínas circulares» tem origem em «L'ultima visita do gentiluomo malato» de Giovanni Papini, conto que foi traduzido ao espanhol e publicado na colecção Antología da literatura fantástica, compilada, editada e traduzida por Borges, Silvina Ocampo e Adolfo Bioy Casares em 1940. Segundo Kristal, a tradução do conto de Papini, titulada «A última visita do cavaleiro doente», publicou-se antes da publicação de «As ruínas circulares».  Borges mais tarde modificou a tradução e voltou a publicá-la em sua colecção Livro de sonhos em 1976.  Barrenechea também cita o conto «L'ultima visita do gentiluomo malato» de Papini em sua discussão de «As ruínas circulares» e sugere que há, ademais, traços de A última e a primeira humanidade (1930) de Olaf Stapledon.

## Personagens

### O sonhador
A personagem principal é o sonhador. É descrito como, «o forasteiro», e o «homem cinza». O «homem cinza» é uma descrição que se encontra em outros contos de Borges. O doutor Marcelo Yarmolinsky, personagem de «A morte e a bússola» é homem de barba cinza e olhos cinzas. O antiquário Joseph Cartaphilus, personagem de «O imortal» era «um homem consumido e terroso, de olhos cinzas e barba cinza, de traços singularmente vagos». O homem que dorme e sonha, esquecido e morrendo em «A testemunha» é também «um homem de olhos cinzas e barba cinza». Estas descrições também fazem recordar à personagem Herbert Ashe de «Tlön, Uqbar, Orbis Tertius» cujo apellido quer dizer «cinza» em inglês.
O sonhador chega às ruínas lacerado pelas formigas cortadeiras. Não parece sentir dor. Acorda ao dia seguinte e vê, sem assombro, que suas feridas cicatrizaram-se. Tudo isto demonstra à irrealidade do conto, e ao fato de que o sonhador não é um homem comum. Isto se confirma quando se revela que o homem pode dormir a vontade, e que pode criar outro homem através do sonho. Ao fim do conto, o homem, e o leitor, descobrem que o homem pode caminhar no fogo sem se queimar.

### O deus do Fogo
A personagem do deus do Fogo sugere a teoria de Heráclito na qual o fogo é a origem de tudo. O «recinto circular», onde ocorre o conto, «teve alguma vez a cor do fogo e agora o da cinza. Esse círculo é um templo que devoraram os incêndios antigos, que a selva palúdica tem profanado e cujo deus não recebe honra dos homens», detalhe que alude ao deus de Fogo e ao final do conto.

### O sonhado
A princípio o sonhado figura-se como «o aluno». É «um rapaz taciturno, cetrino, díscolo às vezes, de traços isolados que repetiam os de seu sonhador». Depois, é descrito como «o mancebo (É uma Lulu)», a «obra» do sonhador, «o fantasma sonhado» e finalmente «meu filho».

## Temas

### A filosofia idealista
Em sua análise de Through the Looking Glass, Martin Gardner diz que Tweedledee defende a filosofia idealista de George Berkeley, onde as coisas materiais, nós incluídos, existem só na mente de algum ser ou de alguma entidade superior. A manifestação dos pensamentos como objetos no mundo real é também um tema em «Tlön, Uqbar, Orbis Tertius» (outro conto de Borges na colecção Ficções). A diferença é que em «As ruínas circulares» os pensamentos, ou o sonho, se manifestam não como objetos, senão como seres humanos.
No ensaio «A encruzilhada de Berkeley» Borges define a realidade «como essa imagem nossa que surge em todos os espelhos, simulacro que por nós existe, que conosco vem, gesticula e se vai, mas em cuja procura basta ir para dar sempre com ele».  Segundo Smulian, a qualidade ténue da realidade é um tema que lhe fascina tanto a Carroll como a Borges, e Borges não pode resistir ao sonho de Alice, um mundo de simulacros cuja via de entrada é através de um espelho.
O poema «Amanhecer» da coleção Fervor de Buenos Aires trata-se também do interesse de Borges na filosofia de Berkeley e na ideia do mundo ou a realidade como uma atividade da mente.

### O regresso ao infinito
Gardner fala de um «regresso infinito» no qual os sonhos de Alice e o Rei Vermelho ocorrem paralelamente:  Alice sonha com o rei, que sonha com Alice, que sonha com o rei, e assim sucessivamente, como dois espelhos que se refletem, ao um ao outro.  Em «As ruínas circulares» o sonhador não é outra coisa que o sonho de outro sonhador que também sonha.
Em The Aleph and Other Stories Borges diz que retoma o tema de regresso infinito de «As ruínas circulares» em seu poema «Xadrez» da coleção O criador. As peças de xadrez não sabem que são guiadas pelo jogador, como o jogador não sabe que é guiado por um deus e o deus não sabe quais outros deuses estão a guiá-lo.  Referindo às peças, o poema «Xadrez» diz: «Não sabem que a mão assinalada / do jogador governa seu destino, / não sabem que um rigor adamantino / sujeita seu arbítrio e sua jornada». E «Deus move o jogador, e este, a peça. / Que deus por trás de Deus a trama começa / de poeira e tempo e sonho e agonias?»

### A noite 602
Segundo Alazraki, os temas de circularidade e de regresso ao infinito em «As ruínas circulares» podem vincular-se à noite 602 das mil e uma noites.  Em «Magias parciais do Quixote», Borges fala de sua interpretação da noite 602 como uma noite «mágica entre as noites»: «Nessa noite, o rei ouve da boca da rainha sua própria história. Ouve o princípio da história, que abarca todas as demais, e também--de monstruoso modo--, a si mesma. Intuita claramente o leitor a vasta possibilidade dessa interpolação, o curioso perigo? Que a rainha persista e o imóvel rei ouvirá para sempre a trunca história das mil e uma noites, agora infinita e circular...» Vemos neste exemplo também um tema favorito e recorrente de Borges: uma duplicação interior, de um conto dentro de outro conto. Borges pergunta: «Por que nos inquieta que o mapa esteja incluído no mapa e as mil e uma noites no livro As Mil e Uma Noites? Por que nos inquieta que dom Quijote seja leitor do Quixote, e Hamlet, espectador de Hamlet?» Segundo o crítico Shaw, o tema de circularidade funciona como símbolo de futilidade infinita e unanimidade universal.
A noite 602 faz parte de outros contos e ensaios de Borges: «Tlön, Uqbar, Orbis Tertius», «O jardim de caminhos que se bifurcam», «Os tradutores das 1001 noites» e «Quando a ficção vive na ficção». Em sua introdução às mil e uma noites, Byatt diz que a noite 602 (exactamente a metade das 1001 noites), tão mencionada na obra de Borges, foi tema de fascinação para Italo Calvino. Mas apesar de extensas e profundas buscas Calvino não conseguiu encontrar nenhuma tradução que mencionasse a «mágica» noite 602.
A crítica Evelyn Fishburn propõe-se a mesma pergunta com respeito à alusiva noite 602. É fácil dizer que isto é outro engano ou truque de Borges, algo aceitado como parte de sua prática literária.  Mas, Fishburn assinala que há muitas edições das traduções de Burton, e não todas incluem os mesmos textos.  Fishburn indica que no ensaio «Os tradutores das 1001 noites» Borges escreve que tem adiante dele as 300 notas incluídas em volume 6 de Burton. Em sua bibliografia Borges inclui essa edição e põe um ponto de interrogação após Londres como lugar de publicação e não inclui a data de publicação. Fishburn especula que é uma instância de uma edição limitada pertencido ao Burton Clube.  Segundo Fishburn, na página 199 dessa edição há uma nota de pé que menciona a noite 602, palavras exatas que são incluídas no ensaio de Fishburn. No entanto, e como Fishburn mesma diz, a interpretação dessa nota, e a «mágica» noite 602 como é descrita por Borges em seus contos e ensaios, é muito possivelmente um produto de sua imaginação.

### A lenda de Golem
Há traços também em «As ruínas circulares» do intenso interesse de Borges na Cabala e da lenda de Golem que faz parte da tradição mística judia. Segundo o crítico Jaime Alazraki, «As ruínas circulares» e o poema de Borges «O Golem» são uma variação do mesmo tema. No prólogo a sua coleção de poemas O outro, o mesmo, que inclui o poema «O Golem», Borges diz: «Em Lubbock, à beira do deserto, uma alta menina perguntou-me, se ao escrever O Golem, eu não tinha executado uma variação das ruínas circulares; respondi-lhe que tinha tido que atravessar todo o continente para receber essa revelação, que era verdadeira».

### A filosofia budista
Alazraki informa que «As ruínas circulares» também se pode relacionar à crença budista do mundo como um sonho de alguém ou de ninguém. No ensaio «Formas de uma lenda» Borges diz-nos que as religiões do Hindustão, e em particular o budismo, «ensinam que o mundo é ilusório». Para explicar este conceito Borges segue: «Minuciosa relação do jogo (de um Buddha) quer dizer Lalitavistara, segundo Winternitz; um jogo ou um sonho é, para o Mahayanna, a vida do Buddha sobre a terra, que é outro sonho». A ideia do mundo como um sonho se pode vincular também ao filósofo alemão, muito admirado por Borges, Arthur Schopenhauer, e suas teorias idealistas, sobre o budismo e a vontade.

### O criador e o criado
Segundo Shaw, em «As ruínas circulares» Borges identifica nessa duplicação circular a existência de e a relação entre criador e criado. No ensaio «Magias parciais do Quixote» Borges conclui: «Creio ter dado com a causa: tais inversões sugerem que se os personagens de uma ficção podem ser leitores ou espectadores, nós, seus leitores ou espectadores, podemos ser fictícios».
«Everything and nothing» continua com o mesmo tema. Ao morrer, Shakespeare, quem tem criado e sido tantos homens, procura sua própria identidade e diz-lhe a Deus: «'Eu, que tantos homens tenho sido em vão, quero ser um e eu.' A voz de Deus contestou-lhe em um turbilhão: 'Eu tampouco sou; eu sonhei o mundo como tu sonhaste tua obra, meu Shakespeare, e entre as formas de meu sonho estavas tu, que como eu és muitos e ninguém.'»

### A criação literária
A criação artística ou literária não é nada mais que outro tema que se encontra em «As ruínas circulares».   O conto pode-se ler como uma metáfora cujo sonhador é um escritor e o «filho» sua criação literária.  É possível lê-lo também «em chave de teoria literária: por meio da ficção Borges expõe suas ideias a respeito da criação artística definindo-a como um sonho dirigido, deliberado». O novo ser criado pelo sonhador não pode tomar vida até que é mandado a outras ruínas.  Igual é para o escritor quem apresenta sua obra ao mundo como uma criação autônoma, que é lida e interpretada pelo leitor, já com sua própria vida e independente do escritor.
Borges fala sobre a relação entre a literatura e o sonho no prólogo ao Relatório de Brodie.  Diz: «Pelo demais, a literatura não é outra coisa que um sonho dirigido». Smulian diz que os sonhos, como a literatura, vêm de temas e imagens que nascem na mente do criador e assinala as seguintes palavras tomadas de «As ruínas circulares» como um comentário de Borges sobre a criação literária: «bem mais árduo que tecer uma corda de areia ou de cunhar o vento sem cara». A ideia do poder criativo do sonho é um tema que se vê em outros contos de Borges. Em «Parábola de Cervantes e de Quixote», parte da coleção O criador, Borges refere-se a Cervantes como «o sonhador» e a dom Quixote como «o sonhado». O ensaio «Dreamtigers» fala de «causar» um tigre através do sonho.

## Uso de metáforas
Segundo Alazraki, Borges constantemente procura novas formulações, novas metáforas, para a mesma ideia e é um erro limitar-se a só uma só fonte como a inspiração ou motivação de Borges.  Alazraki assinala a última linha do ensaio «A esfera de Pascal», um historiado da metáfora que vê o mundo como uma esfera cujo centro está em todas partes e a circunferência em nenhuma. Borges conclui: «Quiçá a história universal é a história da diversa entonação de algumas metáforas».